# Mango (cantant)
Mango és el nom artístic de Giuseppe Mango (6 de novembre del 1954 - 8 de desembre de 2014) fou un cantautor italià. El seu estil, que va fusionar principalment pop italià, folk i world music fou definit com a pop mediterrani. Entre les seves cançons més famoses, trobem Oro, Lei verrà, Mediterraneo, Bella d'estate, Come Monna Lisa, Nella mia città, Amore per te i La rondine. Mango ha sigut definit pel periodista musical Mario Luzzatto Fegiz un «autèntic innovador de la música lleugera italiana».
A més de la seva carrera com a solista, Mango va escriure cançons per diversos artistes italians, entre ells Patty Bravo, Andrea Bocelli, Mietta i Loredana Bertè. Algunes de les seves cançons foren reinterpretades per artistes italians i internacionals com Mina, Mia Martini, Leo Sayer, Hélène Segara i Elefthería Arvaniráki. Mango també va gravar tres àlbums en espanyol i es feu conegut als països de parla hispana pel senzill Flor de Verano.
Mango va ser una persona molt reservada que rarament apareixia als mitjans de comunicació. Estava casat amb la cantant Laura Valente, coneguda per la seva feina amb el grup Matia Bazar. Del seu matrimoni nasqueren dos fills, Filippo i Angelina.

## Biografia
Nascut a Lagonegro, a la província de Potenza, Mango va començar la seva activitat musical quan era adolescent, amb la seva participació en diverses bandes locals. Els seus músics preferits eren Led Zeppelin, Deep Purple, Aretha Franklin i Peter Gabriel. Durant la seva joventut, Mango no estava interessat en la música italiana, i afirmava que interpretava només certes cançons de Lucio Battisti.
Després de freqüentar la facultat de sociologia a la Universitat de Salerno, sense completar els seus estudis, Mango es va traslladar a Roma amb la intenció de dedicar-se a la música. Va començar la seva carrera el 1976, amb l'àlbum La mia ragazza è un gran caldo. El 1985 va participar en el Festival de Sanremo amb la cançó Il viaggio, on va guanyar el premi de la crítica. El 1986 va publicar Odissea, que va donar un gran impuls a la seva carrera artística i conté algunes de les seves cançons més famoses, a saber, Oro i Lei verrà. Aquesta última fou presentada en el Festival de Sanremo del mateix any.
El 1987 va publicar Adesso, que conté la cançó Bella d'estate, escrita amb Lucio Dalla, seguit per altres àlbums d'èxit com Sirtaki (1990), Come l'acqua (1992) i Visto cosi (1999), d'on es va extreure el senzill Amore per te, usat en la sintonia italiana de la telenovel·la El privilegio de amar. Altres àlbums dignes de menció són Disincanto (2002) i Ti porto in Africa (2004). Va col·laborar en el disc De La Buena Onda (2010) del guitarrista Flavio Sala amb la cançó Volver de Carlos Gardel, cançó que també fou inclosa al seu darrer disc La terra degli aquiloni, llançat el 2011.
Mango també va gravar tres àlbums en espanyol: Ahora (1987), Hierro y fuego (1988) i Sirtaki (1991). El senzill Flor de Verano, la versió espanyola de Bella d'estate, de l'àlbum Ahora va arribar al número 1 de Els 40 Principals d'Espanya el 30 d'abril del 1988. Altres cançons com Estrella del Norte i Mar en calma de l'àlbum Hierro y fuego van tenir un èxit moderat. L'artista també va publicar dos llibres de poemes: Nel malamente mondo non ti trovo, el 2004, i Di quanto stupore, el 2007.
Va morir d'un atac al cor el 7 de desembre del 2014, durant un concert a Policoro, a la província de Matera. El malestar colpejà a Mango mentre cantava Oro, una de les seves cançons més populars. El seu germà gran Giovanni va morir el sia següent, als 75 anys. L'home es va trobar malament durant la vetlla pel dolor de la mort del seu germà.
La Sala Mago, edifici de l'área live del Festival de Sanremo 2015 ha estat anomenada així en el seu honor. L'11 de febrer del 2015m durant la segona nit del Festival, Rocío Muñoz Morales realitzà un pas de deux amb el ballarí Fabrizio Mainini al ritme de la cançó Lei verrà.

## Discografia
Àlbums d'estudi
- 1976 - La mia ragazza è un gran caldo
- 1979 - Arlecchino
- 1982 - È pericoloso sporgersi
- 1985 - Australia
- 1986 - Odissea
- 1987 - Adesso
- 1988 - Inseguendo l'aquila
- 1990 - Sirtaki
- 1992 - Come l'acqua
- 1994 - Mango
- 1997 - Credo
- 2002 - Disincanto
- 2004 - Ti porto in Africa
- 2005 - Ti amo così
- 2007 - L'albero delle fate
- 2011 - La terra degli aquiloni

Àlbums recopilatoris
- 1999 - Visto cosi
- 2006 - Tutto Mango: oro e platino

Àlbums en directe
- 1995 - Dove Vai
- 2009 - Gli amori son finestre

Àlbums en espanyol
- 1987 - Ahora
- 1988 - Hierro y Fuego
- 1991 - Sirtaki

## Cançons escrites per a altres artistes
| Artista         | Cançó                         | Any  | Àlbum                                       |
| --------------- | ----------------------------- | ---- | ------------------------------------------- |
| Mietta          | Per esempio… per amore        | 2003 | Per esempio... per amore                    |
| Mietta          | Abbracciati e vivi            | 2003 | Per esempio... per amore                    |
| Mietta          | Fare l'amore                  | 2000 | Tutto o niente                              |
| Mietta          | E no (Cosa sei)               | 1991 | Volano le pagine                            |
| Mietta          | Soli mai                      | 1991 | Volano le pagine                            |
| Mietta          | Oltre te                      | 1991 | Volano le pagine                            |
| Mia Martini     | Se mi sfiori                  | 1976 | Che vuoi che sia... se t'ho aspettato tanto |
| Patty Pravo     | Per amarti d'amore            | 1976 | Tanto                                       |
| Patty Pravo     | Per te che mi apri l'universo | 1976 | Tanto                                       |
| Patty Pravo     | Goodbye my love               | 1986 |                                             |
| Patty Pravo     | Sentirti                      | 1978 | Miss Italia                                 |
| Loretta Goggi   | Io nascerò                    | 1986 | C'è poesia                                  |
| Loretta Goggi   | C'è poesia                    | 1986 | C'è poesia                                  |
| Loredana Bertè  | Re                            | 1986 | Fotografando... i miei successi             |
| Loredana Bertè  | Fotogrando                    | 1986 | Fotografando... i miei successi             |
| Andrea Bocelli  | L'attesa                      | 2004 | Andrea                                      |
| Scialpi         | L'Io e l'Es                   | 1983 | Es-tensioni                                 |
| Scialpi         | Hallelujah                    | 1983 | Es-tensioni                                 |
| Andrea Mirò     | Non è segreto                 | 1988 |                                             |
| Laura Valente   | -                             | 1985 | Tempo di blues                              |
| Helena Hellwig  | Di luna morirei               | 2006 | Di luna morirei                             |
| Helena Hellwig  | Geranio                       | 2006 | Di luna morirei                             |
| Dennis Fantina  | Se non con te                 | 2002 | Dennis                                      |
| Dennis Fantina  | Non è il cuore                | 2002 | Dennis                                      |
| Gloria Bonaveri | Joe                           | 1996 | Gloria                                      |
| Anna Bussotti   | Nessun dolore                 | 1986 |                                             |

## Reinterpretacions
| Artista               | Cançó                                                                    | Any  | Àlbum                                       |
| --------------------- | ------------------------------------------------------------------------ | ---- | ------------------------------------------- |
| Mia Martini           | Se Mi Sfiori                                                             | 1976 | Che vuoi che sia... se t'ho aspettato tanto |
| Patty Pravo           | Per Te Che Mi Apri L'Universo Per amarti d'amore (Tu pioggia io mattino) | 1976 | Tanto                                       |
| Patty Pravo           | Sentirti                                                                 | 1978 | Sentirti/Notti Bianche                      |
| Scialpi               | Nero e blu                                                               | 1983 | Es-tensioni                                 |
| Loretta Goggi         | Lei verrà (feat. Mango)                                                  | 1986 | C'è poesia                                  |
| Leo Sayer             | The Moth And The Flame (Tu...si)                                         | 1990 | Festival de San Remo                        |
| Mina                  | Oro                                                                      | 1994 | Canarino mannaro                            |
| Hélène Ségara         | Tu peux tout emporter (Amore per te)                                     | 2000 | Au nom d'une femme                          |
| Mietta                | Sentirti                                                                 | 2003 | Per esempio... per amore                    |
| Eleftheria Arvanitaki | Min Orkizesai (Come Monna Lisa)                                          | 2007 | Dinata 1986–2007                            |
| Neri per Caso         | Bella d'estate (feat. Mango)                                             | 2008 | Angoli diversi                              |
| Wender                | Lei verrà (feat.Saretta)                                                 | 2010 | Alpacaaaa                                   |
| Antonella Lo Coco     | Disincanto                                                               | 2012 | Cuore scoppiato                             |